# Laxmidevarahalli, Hosadurga
Laxmidevarahalli là một làng thuộc tehsil Hosadurga, huyện Chitradurga, bang Karnataka, Ấn Độ.